# Plattendiffusionstest
Der Plattendiffusionstest, ein Agardiffusionstest, der auch als Diffusionstest oder Diffusionsplattentest bezeichnet wird, stellt ein mikrobielles Testverfahren dar.
Bei diesem Verfahren werden feste  Nährmedien in Form von  Agarplatten verwendet, die Mikroorganismen als Testorganismen in fein suspendierter Form enthalten. Die Anwesenheit der Testorganismen ist bei Versuchsbeginn nicht sichtbar; erst nach Bebrütung der Agarplatte lässt sich die Vermehrung der Testorganismen in der Platte als mit bloßem Auge feststellbarem Bewuchs, als Trübung des Agars erkennen. Zonen, in denen keine Vermehrung stattfand, bleiben klar. Die Beobachtung und Messung der Wachstumszonen lässt sich zum Nachweis sowie zur qualitativen und quantitativen Bestimmung von wachstumsfördernden Stoffen (Vitamine, Aminosäuren) einerseits und wachstumshemmenden Stoffen (Hemmstoffe wie Antibiotika, Toxine) andererseits einsetzen.  
Zur Applikation der Testlösungen auf die vorbereitete Agarplatte gibt es verschiedene Möglichkeiten: Sie werden entweder in mit einem Hohlbohrer ausgestanzte Löcher eingefüllt (Lochtest), als auf Filterpapierscheibchen eingetrocknete Lösung auf die Platte gelegt (Scheibchen-/Plättchentest) oder in kleine Metallzylinder, die auf die Oberfläche der Platte aufgesetzt wurden, pipettiert (Zylindertest). 
Nach der Inkubation zeigt sich bei wachstumshemmenden Stoffen ein kreisförmiger Hemmhof bei trübem Bewuchs in der restlichen Agarplatte, weshalb der Test auch als Hemmhoftest bezeichnet wird. Bei wachstumsfördernden Stoffen zeigt sich durch Bewuchs eine kreisförmige Trübungszone um den Applikationsort bei klarem Rest der Platte und man bezeichnet diese Erscheinung als Auxanogramm. Durch Vergleich des Durchmessers der Hemm- bzw. Wachstumszone mit denen, die durch Lösungen mit bekannten Wirkstoffkonzentrationen hervorgerufen werden, lässt sich die entsprechende Konzentration der untersuchten Testlösung anhand einer Kalibrierkurve bestimmen.
Der Plattendiffusionstest findet Anwendung bei:
- der Suche nach neuen Antibiotika
- der Ermittlung von Wirkungsspektrum und Effektivität eines neuen Antibiotikums
- der Erstellung von Antibiogrammen zur Ermittlung von Antibiotikaempfindlichkeiten und Antibiotikaresistenzen von Mikroorganismen
- der Suche nach neuen Produktionsstämmen von Vitaminen und Aminosäuren in der Biotechnologie

Zur genauen Standardisierung und Reproduzierbarkeit des sehr vielseitig anwendbaren Verfahrens sind umfangreiche Kontrollen und eine sehr exakte Vorgehensweise notwendig.